# 113人民火大一路嗆馬大遊行
113人民火大一路嗆馬大遊行，簡稱113嗆馬遊行、火大遊行，是2013年1月13日民主進步黨舉辦的向馬英九政府抗議的遊行，以「要生活、要民主、要改革」為口號，以「換內閣、反媒體壟斷、召開國是會議」為主要訴求。

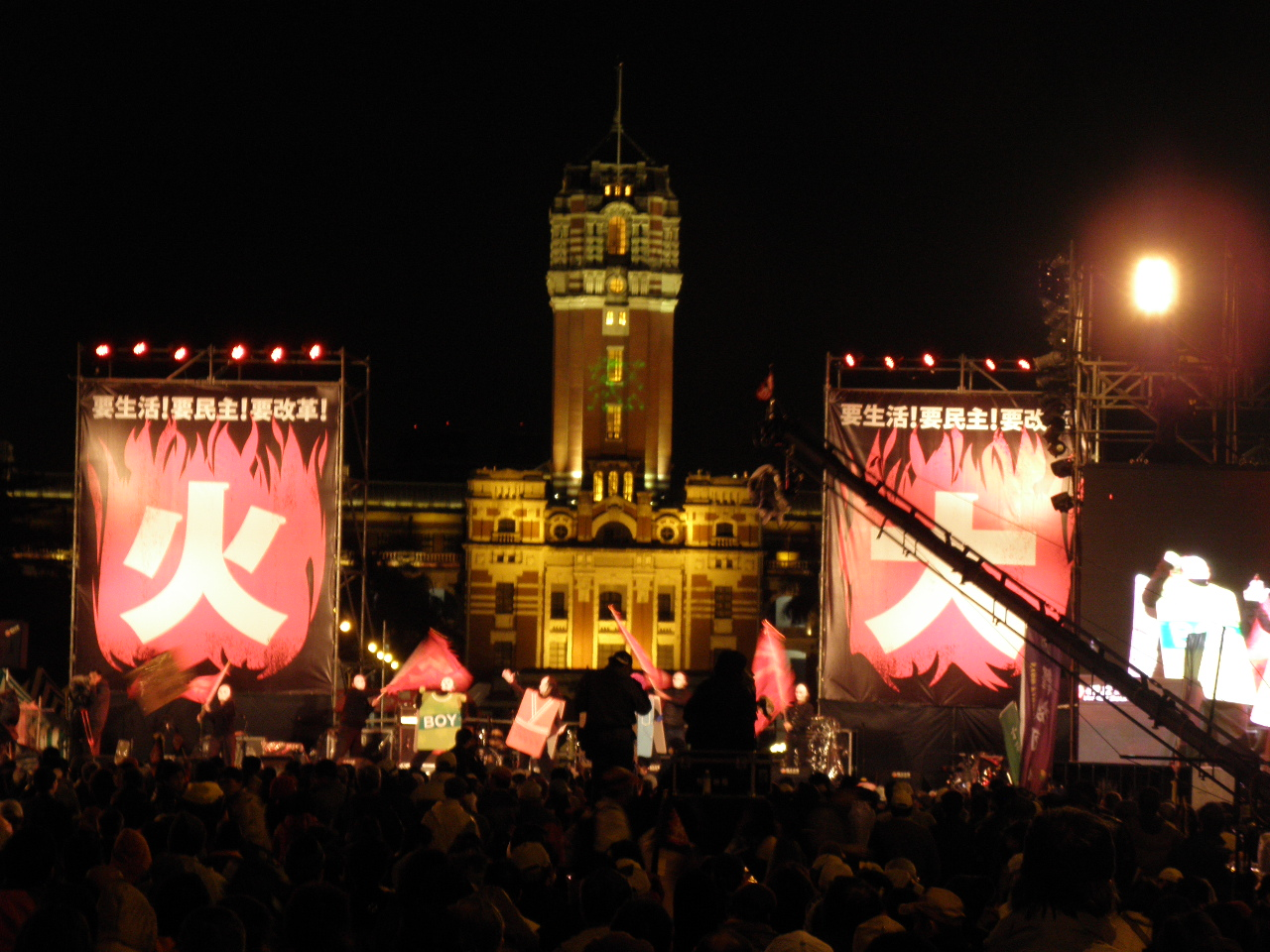
113人民火大一路嗆馬大遊行舞台

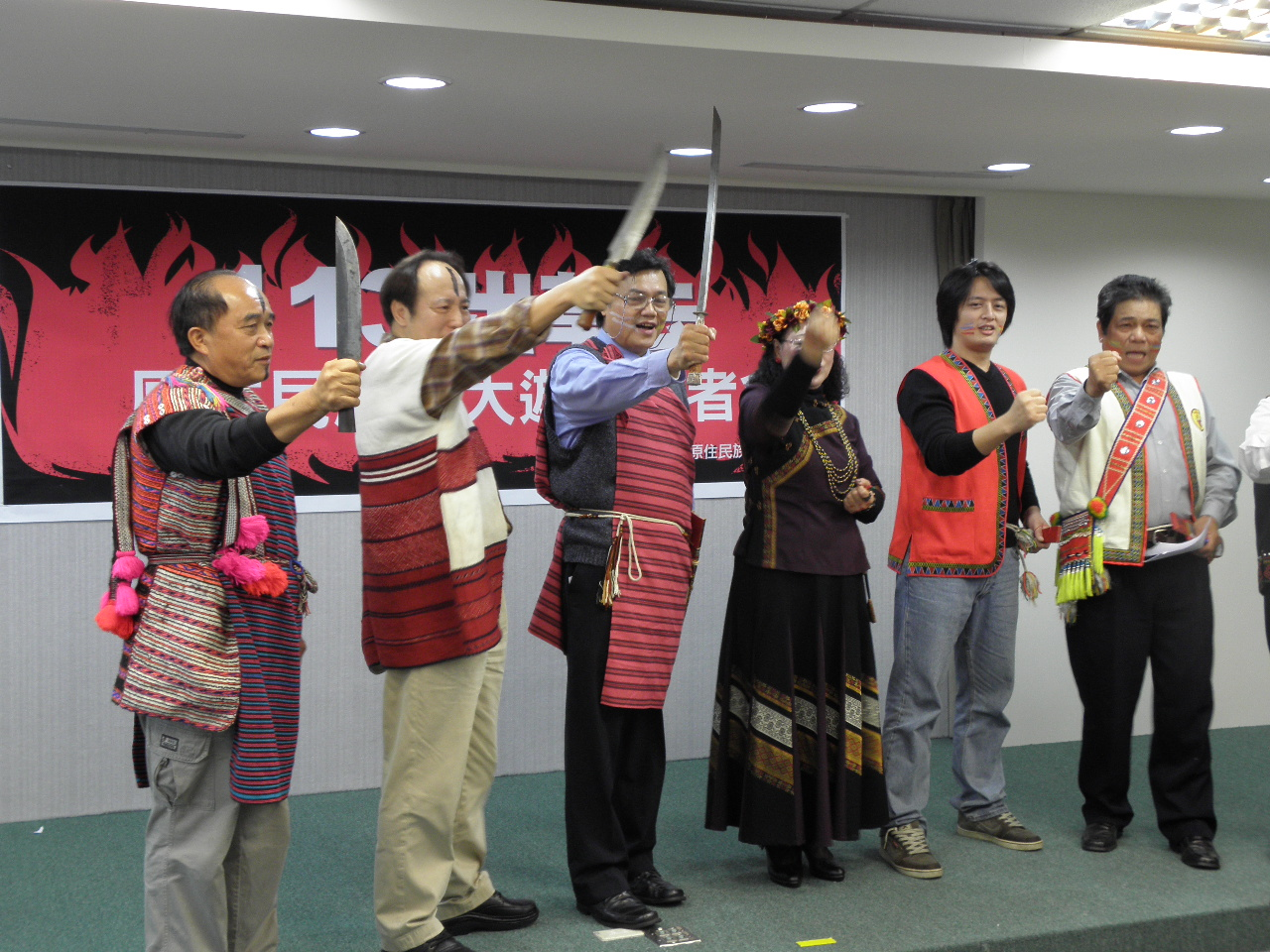
113人民火大一路嗆馬大遊行台灣原住民族代表誓師記者會

2013年1月13日，為了表達對馬英九政府施政的不滿，民主進步黨在臺北市舉行「人民火大、一路嗆馬」大遊行，群眾高喊「罷免馬英九」、要求「換立委、換總統、換政策、換內閣」。民進黨黨公職動員民眾參與，也串聯民間社團響應，包括「青年大隊」、「原住民勇士大隊」、「退休軍公教支持改革大隊」等各有特色的火大隊伍都登場。民進黨估算，參加這場大遊行的民眾人數超過二十萬人。

## 口号
- 「政府無能、人民火大！」[2]
- 「人民火大、一路嗆馬！」
- 「馬英九下台！」
- 「換立委、換總統、換政策、換內閣」

## 过程
2012年12月14日，前民進黨立法委員郭正亮說，勞工生活的確很難過，但民進黨除了「同聲一氣」以外還應該進一步提出具體對策。郭正亮舉例：面對馬英九政府增加全民健康保險補充保費、調漲電費，在野黨當然要以人民感受做出發點；但目前健保每年虧損新臺幣五百億元，台灣電力公司賠錢也是事實，民進黨除了批判花費浮濫與反對漲價以外也有責任提出黨版主張。郭正亮說，中間選民在意的是民進黨「要如何解決問題」、而非民進黨「怎麼罵人」，如果火大遊行只是要人民陪著民進黨「一塊生氣」，屆時參加火大遊行的群眾終究只會是28.2%的綠營基本盤。
2012年12月21日，《美麗島電子報》副董事長吳子嘉說，民進黨主席蘇貞昌號召人民參加火大遊行，人民的回響卻始終不如預期，民進黨人士都明白問題在於：「這場遊行的出發點並非為了崇高理想，純粹是蘇貞昌個人在遭遇『馬蘇會』、『蘇謝合』破局後，領導威信迅速墜落，桶箍角色確定開花，才不得不發起抗爭激化對立，藉此鞏固黨主席的領導威信。所以，這種『黨主席跛腳危機』的權力保衛戰當然得不到社會共鳴，也注定將在蒼白無力的情況下草草落幕。」吳子嘉披露：民進黨預定公布中國事務委員會委員名單前夕，蘇貞昌在黨內一場重大議題會報，一改過去六個月的立場，突然交代要走上街頭；問題是，關於上街遊行的主題，蘇貞昌當下沒有任何想法，蘇貞昌甚至直接把問題丟給中央黨部組織發展部、社會運動部等單位去思考發想，相關幕僚相當錯愕、但也只能倉卒順著蘇貞昌的意思啟動作業；只是，礙於蘇貞昌自己都不太清楚「為何而戰」，幕僚單位最後才會丟出「要生活、要民主、要改革」的訴求，「空洞程度讓幾位參與過程的人士『說到自己都想笑』，但也只能煞有其事的把幾件熱門時事都拿來填充成遊行的『火大理由』」。
蘇貞昌在火大遊行晚會演講時要求，民調支持度只有13％的馬英九自己下台。

## 回应
- 馬英九前往桃園縣大溪陵寢謁陵，並在總統官邸批閱公文，並未開記者會回應火大遊行。

- 行政院院長陳冲回應，火大遊行的訴求，行政院早已在做了；像反媒體壟斷，就宣示過反對一切不正常的壟斷，並支持國家通訊傳播委員會版反媒體壟斷法案。

- 2012年12月22日，人民火大行動聯盟發起人王醒之諷刺民進黨：「民進黨近日啟動的『火大列車』……實際上是避重就輕兼重溫舊夢，彷彿從未執政過地再次翻箱倒櫃找出30年前的黨外精神，重提過去突破戒嚴、報禁、民主化的美好戰役，不斷將國民黨簡化為人民苦難唯一敵人，粗糙地進行政治消費與動員。……火大列車的『火』仍是權力欲火，而非升斗小民發自底層反抗藍綠統治階級的怒火。……蘇貞昌用『歷史循環倒退嚕』，譏諷國民黨讓台灣的經濟民生、自由民主『倒退嚕』；但我們若從『黨外精神』回頭看，這句話恐怕也該奉送回『心中只有選票、沒有人民』的民進黨。」[5]

- 2012年12月22日，人民火大行動聯盟發言人賴香伶說，社運界的「火大」與民進黨的「火大」差別在於：社運界的「火大」發展台灣的左翼人民力量，同時深知，國民黨與民進黨執政時均與財團富商交往甚密，這個政商聯合治國的作為就是犧牲台灣的勞工、環境、資源，並蠶食鯨吞工農階級剩餘價值與夾擊小企業商號；所以，民進黨青年發展部日前電話邀請人民火大行動聯盟去火大遊行宜蘭場站台，但被人民火大行動聯盟婉拒[6]。

- 2012年12月27日，世新大學教授黃德北說：2004年，陳水扁政府在通過退休金新制改革時，大幅降低退休金給付水平以討好資方，使勞工日後不得不轉而要求增加勞工保險年金所得，「讓今天退休制度改革更增困難」；如今民進黨不但不主動提出退休金改革方案，反而挪用左翼的人民火大行動聯盟標誌來動員群眾參加火大遊行；在勞工發動密集街頭遊行後，民進黨也開始鼓動民眾上街，卻遲遲不提出自己的退休制度改革方案，這是不負責任；「朝野政黨都應對退休制度提出具體改革方案，召開國是會議，與勞工團體的訴求進行對話；這一目標未實現前，勞工會繼續走上街頭進行抗爭，但絕不是去搭民進黨的人民火大列車」[7]。

- 2013年1月9日，國立臺灣大學教授左正東說，火大遊行的三項訴求中，「換內閣」與「召開國是會議」會相互衝突（前者為救短期之經濟不振，後者為解長期之財政危機），「反媒體壟斷」難以和前述兩者聯結，若再加上國民黨黨產、國營事業年終獎金、非核家園等議題則更難以聚焦，如此發散的行動議題反映的是民進黨在言論市場中缺乏足夠分量的替代論述；民進黨的缺乏論述，是因為該黨在陳水扁政府時代掌握國家機器的經驗，瞭解第二次世界大戰以後台灣的成功經驗和背靠美國的國際現實，左派難以實踐，只能在左派與右派之間「感情向左、行動向右」[8]。

- 2013年1月13日，王醒之再次諷刺民進黨：火大遊行的「火大列車」駛到終點，卻發現這僅是蘇貞昌盤算選票的遊行，也是蘇貞昌用來處理民進黨焦慮的出口。他表示，民進黨正面臨三個問題：外部的中國焦慮、黨內的權力焦慮、藍綠政治共犯的焦慮。他說，呂秀蓮與游錫堃在面對群眾場合時，面對民進黨模糊的中國政策，僅從頭到尾反對「中國因素」；而剛從中國大陸返台的謝長廷，在致詞時完全不敢提起「中國」二字；而以「反媒體壟斷」作為「中國焦慮」出口的蘇貞昌，更是完全不敢提起他的中國政策；這些現象凸顯，火大遊行的「火大」僅是民進黨內焦慮的出口，呂秀蓮、游錫堃、謝長廷與蘇貞昌已在火大列車的「列車長室」大打出手，火大遊行現場僅變成一個大拼盤，民進黨的權力結構並無改變。他也批評，民進黨過去曾執政八年，卻未準備好向人民交代；火大遊行訴求多元「異」見、擴大社會參與、要求召開國是會議，民進黨卻沒端出任何年金改革方案，僅從政黨輪替角度出發、向2016年總統大選靠攏，顯見民進黨仍然是不合格的在野黨；從人民、弱勢團體和社會運動的角度而言，不僅該監督國民黨，更應檢討無法端出改革政策的民進黨[9]。

- 2013年1月15日，台灣戰略研究學會理事長王崑義說，火大遊行現場主持人宣稱有20萬人參與，但警方估計參加的群眾並未超過10萬人，這樣的人數對民進黨來說絕對不是一場成功的群眾運動；儘管綠營人士把火大遊行賦予「公民抵抗」的意涵，但真正的「公民抵抗」應該是針對民主、人權與和平這些人類生存的普世價值作為訴求，而不是把內政問題拿到街頭變成一個「意識型態的戰場」。王崑義說，蘇貞昌在民進黨主席任內，除了恢復設置民進黨中國事務部、成立民進黨中國事務委員會之外，就不再提出兩岸政策的內容，比2012年總統大選蔡英文提出模糊的「和而不同、和而求同」的說法更倒退，讓台灣人民更不敢相信「如果民進黨重新執政，可能持續讓兩岸和平發展下去」。王崑義說，蘇貞昌並不了解人民的期待，反而把一些內政問題無限上綱到政黨的權力之爭，不僅超過人民的期待，也讓台灣人民相信「在蘇貞昌的領導之下，民進黨只會讓台灣走向回頭路」、「若民進黨重新執政，民進黨也會出現比國民黨還無能的景況」；在這種景況下，民進黨以內政議題作為火大遊行的主要訴求，只能說是民進黨在跟國民黨比爛，「既然如此，又何需跟著民進黨走上街頭？這也是民進黨獨自『火大』，卻無法引起人民共鳴的主因」[10]。

- 2013年1月15日，黑手那卡西工人樂隊團員兼人民火大行動聯盟志工張迪皓說，民進黨在火大遊行中沒有提出改革的方向和宗旨，「民進黨各頭人除了『抱歉，我沒選上』或主張『過去我執政時比較好』之外，也沒有多說什麼」；更諷刺的是，民進黨各頭人在集會前半段一再高呼支持2013年臺中市第二選舉區立法委員缺額補選的民進黨候選人，整場集會反覆懇求支持者讓民進黨重返執政並取得立法院過半席次，更讓選舉算計欲蓋彌彰。張迪皓說，號稱最大反對黨的民進黨，坐擁執政經驗與部分的國家機器，卻自稱改革者，在體制外訴諸群眾發起改革運動，但沒有提出具體改革方向與宗旨，那就只是搭社會運動的順風車成就自己的奪權；「人民不只要對執政黨火大，也要對這不合格的反對黨好好火大一番」[11]。

- 2013年1月21日，社會主義行動成員左仁說，火大遊行是「資產階級的反對派」民進黨號召的行動，民進黨並無意欲提供清晰的出路；民進黨所謂的「改革」，只不過是空洞的口號，用來「收割民怨的資本」，為2013年臺中市第二選舉區立法委員缺額補選鋪路[12]。

- 2013年2月13日，導演吳念真在三立新聞台政論節目《新台灣加油》的專訪中說，民進黨面對各種「火大」議題未清楚提出對策，他常跟民進黨的朋友開玩笑說「你弄個影子內閣給我看看好不好，起碼讓我知道你的外交部長、財政部長可能是誰」。吳念真說，他從戲劇觀點來看火大遊行，觀眾都來了，「你要針對這幾個議題，告訴我『你要給我什麼』」，若蘇貞昌用沙啞的聲音講這個東西，誠懇度就出來了；但「第二天，大家都回家睡覺」，感覺這戲沒有繼續演[13]。

- 2013年5月19日，新台灣國策智庫創辦人辜寬敏說，台灣人民需要民進黨、卻寵壞民進黨，民進黨所有政治資源都被四大天王浪費掉了，民進黨不能認為台灣人民支持該黨是應該的，派系會影響民進黨的前途，民進黨必須針對問題徹底檢討。新台灣國策智庫董事長吳榮義則說，從民調結果看來，國民黨表現不佳未必會使民進黨得到社會支持，民進黨並非沒有重大具體政策，但民調顯示仍有高比例的民眾認為民進黨沒有具體政策，民進黨應檢討[14]。

- 2013年6月8日，《自由時報》專欄作家李敏勇批評，民進黨捲入會計法第99-1條修正烏龍事件，「要比爛，還期待什麼呢？難怪，馬（英九）執政把台灣邊緣化，但民進黨好像沒有佔到便宜。」[15]

- 2013年7月30日，前民進黨國際事務部主任田欣承認：「在成立近24年的民進黨中，『真正的信仰、價值與政策』正是民進黨所缺乏的。……早期可以以台灣獨立做一個最大公約數，現在只剩下被動的反中、反國民黨、反馬。……民進黨現在最大的問題就是：不再想自己為什麼夠格帶領台灣人民，不再問自己給台灣人民帶來什麼前景，不再讓自己準備好來帶領這個國家走出目前的困境；只是一路等國民黨及馬英九的出包，等著馬英九的垮台，然後大位自然掉在民進黨的身上。這樣的民進黨是不會給人民任何期待的。」[16]

- 2013年8月3日，國立清華大學退休教授彭明輝批評，民進黨少數政治人物綁架了一群不甘心投票給國民黨的鐵票部隊，「不需要組織經營，也不需要實際的政治作為，就能瓜分35%的鐵票……一個再爛都可以瓜分35%鐵票的利益團體，絕對不可能有改革的動力，只會在內部瓜分利益的爭權奪利中日益腐敗下去」；更諷刺的是，一大堆民進黨死忠支持者看不出民進黨的真相而讓民進黨坐擁35%的鐵票，其中還有一大堆號稱「進步分子」的學者[17]。

- 2014年1月1日，民進黨立委林淑芬表示：「別以為民進黨可以藉著政黨政治之名，就要壟斷所有在野的政治支持。別再綁架支持者。民進黨現在路線不能真正反應民意，甚至是背離民意。……反國民黨、反馬英九＝投民進黨？答案是：想得美。」[18]

- 2014年1月10日，台灣基督長老教會牧師盧俊義諷刺民進黨：「從黨外到現在的民進黨，最令人無法容忍的是：還有人老是活在美麗島事件裡，喜愛人家述說他犧牲是多麼大，甚至常常在有意無意間暗示著台灣人欠他們許多『愛台恩情債』。坦白說，台灣人不但沒有欠他們任何債，反而是他們欠了台灣人更多『疼惜的支持債』。這些『美麗島時代』的菁英若是還有一點反省能力，就會清楚從1980年到2000年，台灣人怎樣用20年時間支撐民進黨茁壯起來的。今天，不但看不到他們有任何感恩的心，卻還在想盡辦法繼續在消耗台灣人的真愛之情。」[19]

- 2015年5月13日，前民進黨中央黨部公共政策研究中心幹事蔡百銓說，陳水扁總統任內採納民進黨新潮流系「強本西進」造成台灣經濟傾中，「幸賴馬英九力挽狂瀾而未更加沉淪」[20]。